# Hypocalymma scariosum
Hypocalymma scariosum är en myrtenväxtart som beskrevs av Johannes Conrad Schauer. Hypocalymma scariosum ingår i släktet Hypocalymma och familjen myrtenväxter. Inga underarter finns listade i Catalogue of Life.